# Taylor Gray

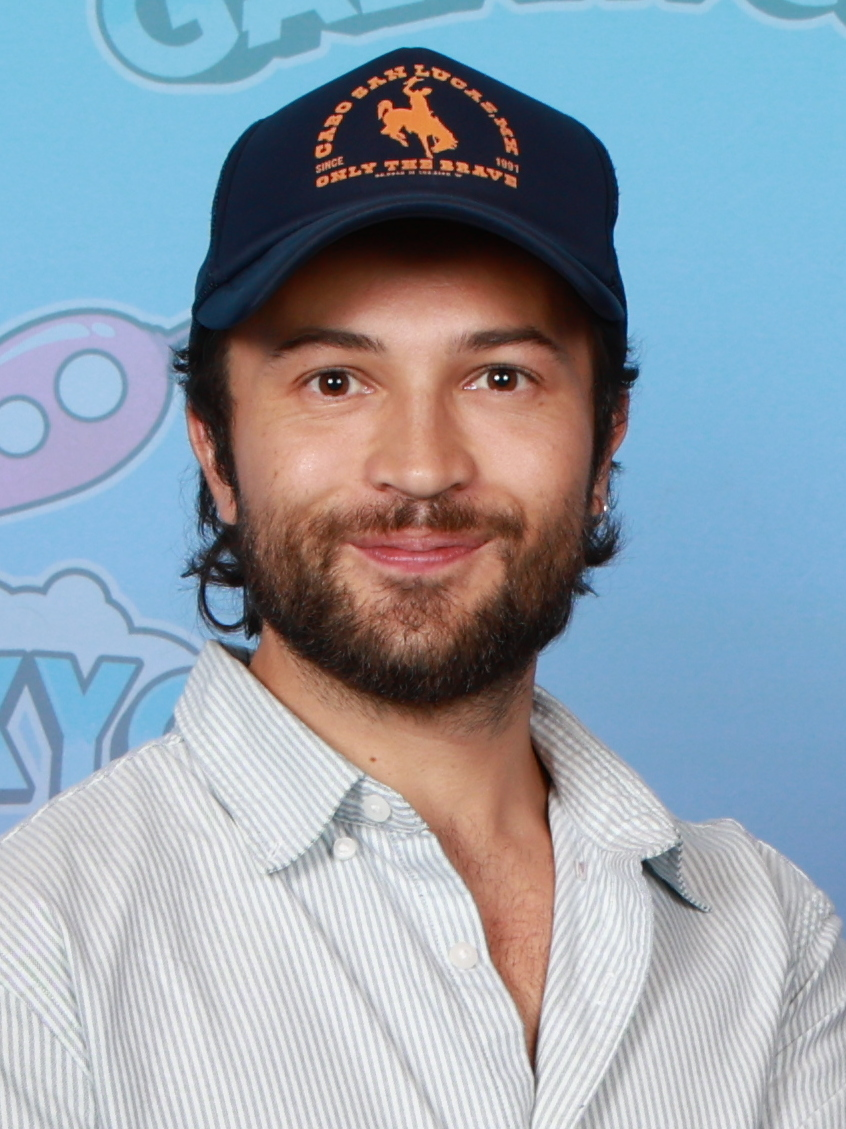
Taylor Gray (2024)

Taylor Arthur Gray (* 7. September 1993 in Whittier, Kalifornien) ist ein US-amerikanischer Schauspieler, der durch seine Synchronsprecherrolle als Ezra Bridger in der Serie Star Wars Rebels bekannt wurde.

## Leben
Gray hatte seine erste Rolle 2007 in der Serie Numbers – Die Logik des Verbrechens. Daraufhin spielte er in verschiedenen Serien und Filmen mit und erlangte durch seine Sprechrolle als Ezra Bridger in Star Wars Rebels sowie für die des Bucket in Bucket & Skinner Bekanntheit.
Gray hat einen jüngeren Bruder und eine jüngere Schwester, die ebenfalls Schauspieler sind.

## Filmografie
- 2007: Numbers – Die Logik des Verbrechens
- 2007: The Tenth Day
- 2007: A Starchy World
- 2007: The Take
- 2009: Hawthorne
- 2010: The Mentalist
- 2011–2012: Bucket & Skinner
- 2012: Thunderstruck
- 2014: Audience of One
- 2014–2018: Star Wars Rebels
- 2015: Walt vor Micky
- 2019: She-Ra und die Rebellen-Prinzessinnen
- 2021: The Wheel
- 2024: Saturday Night